# Chapelle Saint-Germain de Séglien
La Chapelle Saint-Germain est située  au lieu-dit Saint-Germain, à Séglien dans le Morbihan.

## Historique
La chapelle, son enclos et le four à pain, font l’objet d’une inscription au titre des monuments historiques depuis le 12 février 2008.

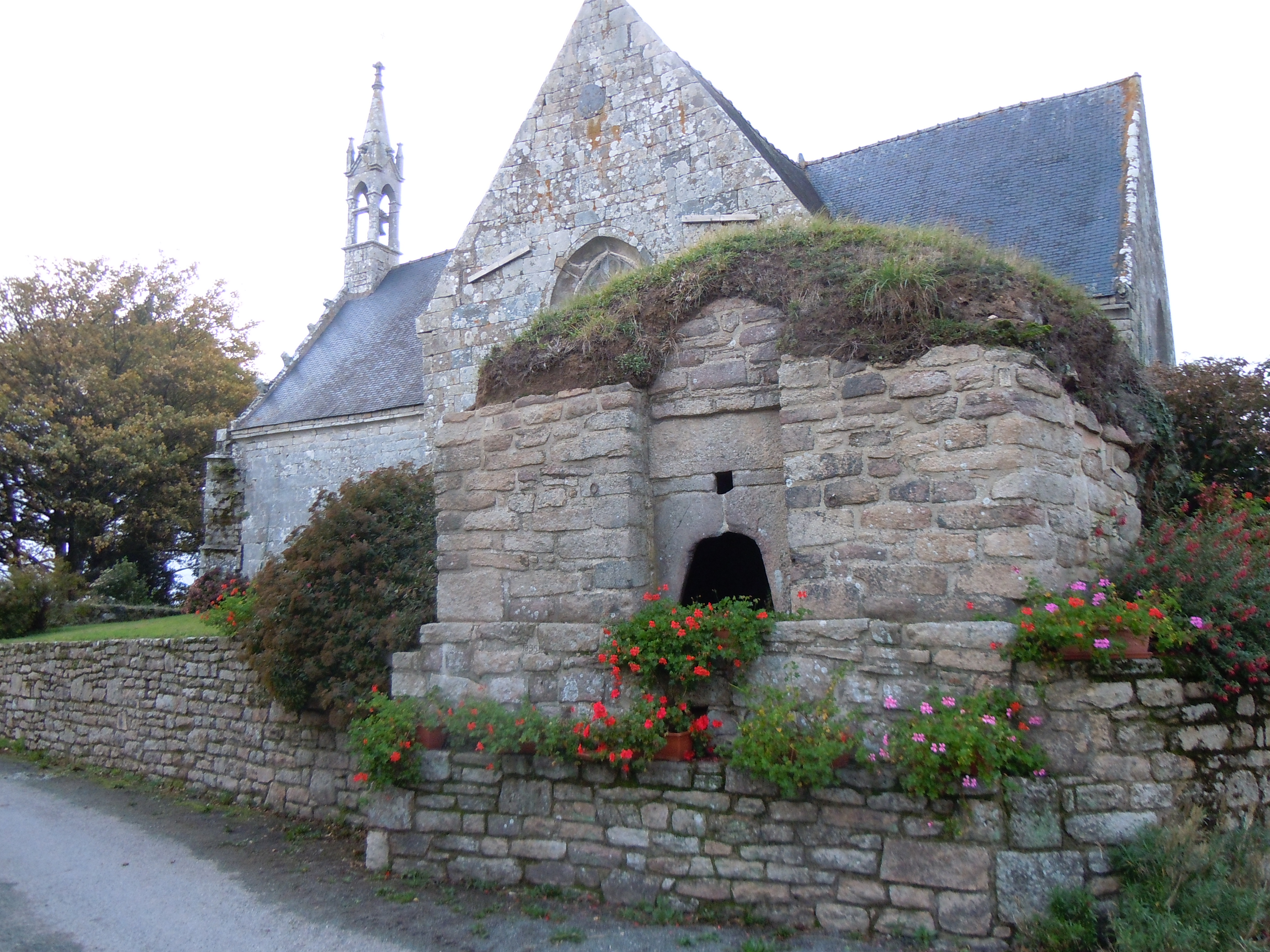
le four à pain

## Toponymie
L'actuel village de Saint-Germain était connu comme Les-Hernin (en 1411), Treff-leshernin (en 1436), nom donné à l'ancienne trève dédiée à Hernin avant d'être transformée par la "romanomanie" du clergé en Saint-Germain dû aussi à l'influence de la prononciation française de Lesernin.

## Architecture
Elle est construite en forme de croix latine.